# 斎藤静江
斎藤 静江（さいとう しずえ、5月27日 - ）は、日本の女優、声優、ナレーター。東京都出身。青二プロダクション所属。

## 略歴
桐朋学園大学音楽学部声楽科卒業。劇団四季研究所卒業。劇団薔薇座に所属。

## 人物
司会、ナレーション、トピッカーとして活躍しており、女優としては、舞台にも多数出演している
趣味は観劇、読書。特技はピアノ。
資格・免許は普免、中学校・高等学校教員免許(音楽)。

## 出演作品

### テレビ番組
- 育児カレンダー（司会）
- 出たMONO勝負!（ナレーション）
- パラダイスGoGo!!（ナレーション）

### ゲーム
- ブシドーブレード（蛍火）

### ラジオ
- いう気リンリン（トピッカー）
- ハッピーフレンズ（トピッカー）

### 舞台
- アパートの鍵貸します
- スウィートチャリティ
- ファンタスティック
- BABY
- ミスターシンデレラ